# Nowa Łubianka
Nowa Łubianka – wieś krajeńska w Polsce położona w województwie wielkopolskim, w powiecie pilskim, w gminie Szydłowo.
W latach 1975–1998 miejscowość administracyjnie należała do województwa pilskiego.